# 宮田圭子
宮田 圭子（みやた けいこ、1947年10月23日 - ）は、日本の女優。兵庫県神戸市出身。ライターズカンパニー田畑冨久子事務所に所属。

## 人物・略歴
親和女子高等学校卒。
関西芸術座 出身。
デン助劇場にてデン助こと大宮敏充の娘役であるすみちゃんを演じた。

## 出演

### テレビドラマ
NHK
- あまくちからくち（1971年）
- 連続テレビ小説
  - 「火の国に」（1976年）
  - 「はっさい先生」（1987年）
  - 「純ちゃんの応援歌」第18話（1988年10月22日） - 河北絹子 役
  - 「春よ、来い」（1994年）
  - 「芋たこなんきん」（2006年） - 花岡イト（町子の祖母） 役
  - 「だんだん」（2008年） - 松本正子 役
  - 「べっぴんさん」（2016年） - 佐藤喜代 役[1][2][3]
  - 「おちょやん」（2020年） - 岡田ハナ 役[4]
- 銀河テレビ小説
  - 「悲しみだけが夢をみる」（1988年） - 礼子 役
  - 短編ドラマシリーズ ふるさと「1988年のこんにちは」（1988年）
- ドラマ新銀河
  - 母の出発（1995年）- 山本京子 役
  - 結婚はいかが?（1996年）
- パパトールドミー
- 新はんなり菊太郎 第6話「秘密」（2007年） - 五十鈴 役
- 生存
- 盲導犬クィールの一生（2003年）
- ただいま
- 女性捜査官アイキャッチャー（1999年） - 石田峯子 役
- 活動寫眞の女
- 木綿のハンカチII
- 生前予約
- バブル (テレビドラマ)（2001年）
- ドラマ 万葉ラブストーリー
- フェイク 京都美術事件絵巻（2011年）
- タイトロープの女（2012年） - 斎藤サチ 役
- 全力離婚相談（2015年） - 河野弘子 役
- 京都人の密かな愉しみ 煎茶の深情け（NHK BSプレミアム）（2015年1月3日） - 下宿の大家 - 佐々木 役
- 京都人の密かな愉しみ Blue 修業中（NHK BSプレミアム） - 宮坂典子 役
  - 京都人の密かな愉しみ Blue 修業中 送る夏（2017年9月30日）
  - 京都人の密かな愉しみ Blue 修業中 祝う春（2018年4月14日）
  - 京都人の密かな愉しみ Blue 修行中 祇園さんの来はる夏（2019年8月17日）
  - 京都人の密かな愉しみ Blue 修業中 燃える秋（2021年1月30日）
  - 京都人の密かな愉しみ Blue 修業中 門出の桜（2022年5月28日）
- 葉村晶シリーズ（2020年） - 須藤明子 役
- ペットにドはまりして、会社辞めました（2022年3月22日）
- 探偵ロマンス（2023年） - お勢 役
- NHKスペシャル 南海トラフ巨大地震 第1部 ドラマ（2023年3月4日） - 森澤敦子 役[5]
- 夜ドラ「バニラな毎日（11）（12）」（2025年2月5日、6日 ）- 優美の母 役

日本テレビ
- 年末時代劇スペシャル「風林火山」（1992年12月31日）
- 闇を斬る!大江戸犯科帳 第20話「闇の大物!」（1993年）
- 江戸の用心棒 第1シリーズ
  - 第3話「そば一杯の用心棒」（1994年） - 蔦 役
  - 第26話「千両箱が消えていく」（1995年） - お駒 役

TBS
- 大岡越前（C.A.L）
  - 第1部 第26話「疑惑の顔」（1970年9月7日）
  - 第7部 第12話「鬼を泣かせた娘」（1983年7月11日） - おつね 役
  - 第12部 第20話「帰らぬ父は御金蔵破り」（1992年3月2日）
  - 第13部
    - 第10話「女を喰った非道医者」（1993年1月18日） - おとせ 役
    - 第11話「情けに泣いたお役者小僧」（1993年1月25日） - おもん 役

  - 第15部
    - 第18話「消えた財布」（1999年1月18日） - お甲 役
    - 第25話「最後の罪が恩返し」（1999年3月8日） - 母親
- 水戸黄門（C.A.L）
  - 第2部 第25話「黄門様の子守唄 -鳥取-」（1971年3月15日）
  - 第20部
    - 第15話「女度胸の玄海節 -小倉-」（1991年2月18日）
    - 第37話「悲願を秘めた水芸師 -長岡-」（1991年7月22日）

  - 第23部 第33話「京の都の恋友禅 -京-」（1995年3月27日） - おせい 役
  - 第24部 第34話「御用金送りは悪の金 -福島-」（1996年5月20日） - おみち 役
  - 第40部 第12話「藩主の嫁も楽じゃない -鶴岡-」（2009年10月26日）
- ああ家族（1980年、MBS）
- 横溝正史スペシャル「薔薇王 からくり人形殺人に秘められた血の過去 消えた花嫁の謎」（1989年10月11日）
- 南町奉行事件帖 怒れ!求馬（C.A.L）
  - 第1シリーズ 第8話「罪を償うお役者小僧」（1997年12月22日） - おさわ 役
  - 第2シリーズ 第5話「父親はだれ?」（1999年11月22日） - おしま 役
- 浅見光彦シリーズ(13)“須磨明石”殺人事件（2000年）
- VIVANT 第5話（2023年8月13日、TBS） - 木村 役

フジテレビ
- 新三匹の侍 第10話「決闘三対三」（1970年） - 篠崎志乃役
- 鬼平犯科帳
  - 第1シリーズ 第26話「流星」（1990年2月21日） - お仲 役
  - 第2シリーズ 第4話「托鉢無宿」（1990年11月7日）
  - 第4シリーズ 第5話「深川・千鳥橋」（1993年1月20日）
  - 第6シリーズ 第10話「おかね新五郎」（1995年10月18日）
- 怪談百物語「雨月物語」
- 少年H
- 父子鷹
- 御家人斬九郎 第1シリーズ 第1話回「かたてわざ」（1995年）
- 松本清張スペシャル・霧の旗（1997年9月12日）
- 剣客商売 第1シリーズ 第1話「父と子と」（1998年） - お栄 役
- 隠密奉行朝比奈 第2シリーズ 第9話「長崎平戸 森に潜む魔人」（1999年）
- 京都祇園入り婿刑事12
- 夜桜お染 第9話「親の仇」（2004年）-「重の井」女将 役

テレビ朝日
- 暴れん坊将軍シリーズ
  - 吉宗評判記 暴れん坊将軍
    - 第73話「富士の白雪に燃えた男」（1979年） - お種 役
    - 第149話「偽りの絆が廻す夫婦独楽」（1981年） - 於美代 役
    - 第163話「鬼女を哭かせた腰抜侍」（1981年）- たか役
    - 第189話「鬼を哭かせた母ごころ」（1981年） - お美代の方 役

  - 暴れん坊将軍III
    - 第8話「晴れて夫婦の目安箱」（1988年） - お里 役
    - 第29話「阿呆と呼ばれた名将軍」（1988年） - 女将

  - 暴れん坊将軍IV
    - 第23話「死を呼んだ玉の輿!」（1991年） - お桂 役
- 赤かぶ検事奮戦記（1982年）
  - 第7話「死人に口あり」- 橋本照子 役
- 三匹が斬る! 第1シリーズ 第12話「信濃路は、鯉や鯉やで恋わずらい」（1988年1月14日）
- 名奉行 遠山の金さん 第6シリーズ 第17話「催眠殺人の姉弟」（1994年） - おふさ 役
- オヤジ探偵2
- 十手人
- 京都潜入捜査官
- 八丁堀の七人
- 闇を斬れ
- おみやさん
  - season4（2005年） - 姫野純子 役
  - season7（2010年） - 三井瑠璃子 役
- 科捜研の女シリーズ
  - 新・科捜研の女2（Season6） 第6話（2005年8月18日） - 中川加奈子 役
  - Season13 第5話（2013年11月14日） - 宇佐見咲枝 役
  - Season21 第18話（2022年） - 宇佐見咲枝 役
- 土曜ワイド劇場
  - 「狩矢父娘シリーズ」
    - 第16作（2014年） - 長谷川先生 役
    - 第17作（2016年） - 葛西洋子 役

テレビ東京
- 新春ワイド時代劇 「大忠臣蔵」（1989年1月2日）
- 喧嘩屋右近
- やもめ記者の事件メモ 松江・出雲・隠岐 グルメ街道殺人紀行(2002年6月26日）
- 赤い月 第一夜・二夜「激動の満州]」(2004年5月5日 - 6日）
- 新春ワイド時代劇 「天下騒乱〜徳川三代の陰謀」（2006年1月2日）
- 逃亡者 おりん 第1シリーズ 第8話「裏切り者の掟」（2006年） - 鬼丸の母 役
- 告発弁護士シリーズ（2007年） - 本間郁子 役

毎日放送
- いのちの現場から４（1996年12月2日 - 1997年1月31日） - 森田愛子 役
- 幽霊ママ（1998年8月3日 - 8月28日）
- 許さへんで!悪質商法 第3話（1998年11月1日）
- ああ嫁姑 第2週「バーバが行く!」（1999年6月7日 - 6月11日）
- ドレミソラ（2002年7月29日 - 9月27日）
- ピュア・ラブIII（2003年9月29日 - 11月21日）
- 暖流（2007年4月16日 - 6月29日） - 志摩滝子 役
- 京都へおこしやす!（2008年1月7日 - 2月29日）
- 奇跡のホスピス（2012年3月28日）

朝日放送
- 好き! すき!! 魔女先生 第10話「神風道中 東京-大阪!!」（1971年12月5日）
- 必殺シリーズ
  - 必殺仕業人
    - 第28話「あんたこの結果どう思う」（1976年7月23日） - 土屋澄 役

  - 必殺からくり人 第3話「賭けるなら女房をどうぞ」（1976年） - おふさ 役
  - 翔べ! 必殺うらごろし 第13話「手が動く! 画家でないのに絵を描いた」（1979年） - お紋 役
  - 必殺仕事人
    - 第5話「三十両で命が買えるか?」（1979年6月15日） - お弓 役
    - 第78話「疾風技浮世節無情斬り」（1980年12月12日） - お浜 役

  - 必殺仕舞人（1981年2月6日 - 5月1日） - 春海尼 役
  - 新必殺仕舞人 第2話「大黒舞は殺しの舞」（1982年） - お峰 役
  - 新・必殺仕事人
    - 第49話「主水三味線にビクビクする」（1982年5月14日） - お梅 役

  - 新・必殺仕舞人
    - 第2話「大黒舞は殺しの舞」（1982年7月9日）

  - 必殺シリーズ10周年記念スペシャル 仕事人大集合（1982年10月1日）
  - 必殺仕事人2009（2009年） - トネ 役
- 部長刑事シリーズ
  - 部長刑事 第1202回「1200回シリーズー人間その罪ー出口の消えた部屋」（1981年11月7日）
  - 警部補マリコ
  - 新・部長刑事 アーバンポリス24
- 赤かぶ検事奮戦記 第2シリーズ 第3話（1981年）
- 京都殺人案内 第8作「刑事の娘を襲った悪徳サラ金」（1983年） - 瀬川静枝 役

読売テレビ
- 花真珠（1990年4月2日 - 9月28日）
- オカン（2000年9月3日）

関西テレビ
- 怪人二十面相と少年探偵団 第17・18回 「謎を呼ぶ恐怖の発明」（前・後篇）（1984年2月10日・17日） - 黒田晶子 役
- 新 1・2・3と4・5・ロク（1989年4月21日 - 1990年3月30日） - 諸澄京子 役
- うらぼんえ（1998年11月27日）
- こいまち 第9話（1999年3月9日）
- ロシアンタコヤキ（2001年3月24日）
- ダイブ・トゥ・ザ・フューチャー（2006年12月27日）
- ロンダリング　第5話・第6話（2025年8月1日・8日）- 西大路絹代（大地主） 役[6]

テレビ大阪
- 赤西蛎太 伊達騒動醜男と美女の純愛（1999年1月2日）
- 小泉八雲と神戸の物語（2000年3月11日）

WOWOW
- いりびと-異邦人-（2021年） - 亀岡朝子 役

### ラジオ
- ラヂオ
- サンショウの木
- 雪割草
- 時のおくりもの
- 緑の風とチュウしたい
- 二月の森
- 鳩と夕暮れと
- 少年H
- 海よ、空よ、風よ
- ビート・キッズ

### CM
- NTT西日本
- せんねん灸
- 第一生命保険  (2009年〜）「母と娘の絆」篇

### 映画
- ミナコ逃げるな（1983年、東映）
- 化粧師 KEWAISHI（2002年、東映） - 鶴子の友人
- 科捜研の女 -劇場版-（2021年） -  宇佐見咲枝
- MIRRORLIAR FILMS Season2『インペリアル大阪堂島出入橋』（2022年2月18日、イオンエンターテイメント）[7]

### その他
- 2時のワイドショー（読売テレビ）[8][9]
- 関西偉人館（朝日放送） - ナレーション
- インスタントラーメン発明物語 安藤百福伝（2010年3月5日、毎日放送） - ナレーション